# 폭염 목록
다음은 폭염으로 분류된 기온 현상을 발생 순서대로 나열한 부분 목록이다.

## 20세기 이전
- 1540년 유럽 가뭄 - 유럽에서 11개월 동안 지속된 극심한 가뭄과 폭염.
- 1743년 7월 중국 폭염 - 7월 25일 베이징 기온이 44.4 °C (111.9 °F)에 도달하여 현대 기록보다 높았다. 11,400명이 사망한 것으로 보고되었다.[1]
- 1757년 7월 폭염 – 유럽, 1540년 이후 2003년까지 유럽에서 가장 더운 여름.[2][3][4]
- 1808년 영국 폭염
- 1881년 북아메리카 폭염[5]
- 1896년 북아메리카 동부 폭염 – 1896년 8월 1,500명 사망.
- 1900년 – 1900년 2월 첫 8일 동안 "불의 주"로 알려진 아르헨티나 중부의 역사적인 폭염은 부에노스아이레스와 로사리오에 최고 37 °C (99 °F)의 기온을 기록했지만, 습도가 매우 높아 체감 온도는 49 °C (120 °F)까지 치솟아 사람들의 건강에 심각한 영향을 미치고 최소 478명의 사망자를 발생시켰다.

## 20세기
- 1901년 – 1901년 미국 동부 폭염으로 미국 동부에서 9,500명 사망.
- 1906년 – 8월에 시작하여 9월까지 이어진 1906년 영국 폭염은 수많은 기록을 깼다. 9월 2일 기온은 35.6 °C (96.1 °F)에 도달하여 현재까지 9월 최고 기록으로 남아 있지만, 일부 지역은 1911년 9월과 2016년 9월에 지역 기록을 경신했다.
- 1911년 – 1911년 북아메리카 동부 폭염으로 380명에서 2,000명 사이의 사람들이 사망.
- 1911년 – 1911년 영국 폭염은 영국을 강타한 가장 심각한 폭염 중 하나로, 기온이 약 36 °C (97 °F)에 달했다. 폭염은 7월 초에 시작되어 9월 중순까지 이어졌으며, 9월에도 기온은 여전히 33 °C (91 °F)에 달했다. 1990년 영국 폭염 때까지 영국에서 더 높은 기온이 기록되려면 79년이 걸렸다.
- 1911년 – 프랑스 폭염으로 41,072명 사망 보고.
- 1913년 – 7월, 사상 최고 폭염이 캘리포니아를 강타했다. 이 폭염 동안 데스 밸리는 퍼니스 크리크에서 57 °C (134 °F)의 기록적인 최고 기온을 기록했는데, 이는 여전히 지구상에서 기록된 최고 대기 온도이다.[6][7]
- 1921년 – 캐나다 동부 및 미국 북동부 일부 지역에서 기록상 가장 더운 7월로, 그 지역에서는 매우 더운 해의 일부였다. 영국 일부 지역에서도 기록적인 폭염을 겪었으며, 이 또한 매우 더운 해의 일부였다. 7월의 중부 잉글랜드 기온은 18.5 °C (65.3 °F)로, 1659년 기록 시작 이래 8번째로 더웠고, 1852년 이래 가장 더웠다. 1921년은 당시 기록상 가장 더운 해였으나, 이후 15개 다른 해에 의해 그 기록이 경신되었다.[8]
- 1923–1924년 – 1923년 10월 31일부터 1924년 4월 7일까지 160일간의 기간 동안, 웨스턴오스트레일리아주의 마블 바는 38 °C (100 °F)에 도달했다.[9]
- 1930년대 – 1930년부터 1938년까지 거의 매년 황진 시기 동안 북아메리카 어딘가에서 역사적인 폭염과 가뭄이 발생했다.
- 1936년 – 황진 기간 동안 발생한 1936년 북아메리카 폭염은 기록상 가장 추웠던 겨울 중 하나인 1936년 북아메리카 한파에 이어 발생했다. 북아메리카 전역에 걸친 대규모 폭염은 1930년대에 지속되었으며, 많은 중부 대서양/오하이오 계곡 주에서는 1934년 7월에 최고 기온을 기록했다. 38 °C (100 °F) 이상의 기온이 101일 연속으로 이어진 가장 긴 기간은 1937년 애리조나주 유마에서 기록되었고, 캐나다에서 기록된 역대 최고 기온은 1937년 7월 서스캐처원주의 두 곳에서 기록되었다.
- 1947년 – 1947년 6월 26일 파리에서 기록적인 기온인 37.6 °C (99.7 °F)가 기록되었다.[10]
- 1950년대 – 1950년대 초 미국 중남부 전역에 걸쳐 장기간의 심각한 가뭄과 폭염이 발생했다. 1952년부터 1955년까지 매년 북아메리카 전역에 걸쳐 대규모 폭염이 발생했다. 일부 지역에서는 황진 시기보다 더 건조했으며, 대부분의 지역에서 폭염은 기록상 상위 5위 안에 들었다. 특히 1954년에는 폭염이 심각하여 11개 주의 상당 부분을 덮는 38 °C (100 °F) 이상의 기온이 22일 동안 지속되었다. 7월 14일, 이스트세인트루이스에서 기온이 47 °C (117 °F)에 도달했는데, 이는 그 주의 역대 최고 기온으로 남아 있다.[11][12][13]
- 1952년 10월 – 루마니아는 매우 더운 날씨에 시달렸다. 10월 2일 기온이 39.0 °C (102.2 °F)에 도달했으며, 부쿠레슈티는 35.2 °C (95.4 °F)를 기록했다. 10월 2~3일 밤 기온도 26 °C (79 °F) 바로 아래였다.
- 1955년 – 1955년 영국 폭염은 가뭄을 동반한 더운 날씨 기간이었다. 일부 지역에서는 1976년과 1995년보다 더 심각한 기록적인 가뭄이었다.
- 1960년 – 1월 2일, 사우스오스트레일리아주의 오드나다타는 50.7 °C (123.3 °F)를 기록했는데, 이는 남반구와 오세아니아에서 기록된 역대 최고 기온이다.
- 1972년 – 뉴욕과 미국 북동부의 1972년 폭염은 심각했다. 거의 900명이 사망했으며, 매우 높은 습도로 인해 더 심해진 폭염 조건은 거의 16일 동안 지속되었다.
- 1976년 – 1976년 영국 폭염은 사람들이 기억하는 가장 더운 폭염 중 하나로, 전국 어딘가에서 2주 연속으로 기온이 32 °C (90 °F)를 초과했다. 이 폭염은 또한 영국 역사상 최악의 가뭄 중 하나를 동반했으며, 폭염 동안 저수지 수위가 역사적인 최저 수준으로 떨어졌는데, 이는 21세기 폭염 때까지 다시 볼 수 없는 수준이었다. 폭염의 최고 기록 기온인 첼트넘, 글로스터셔주의 35.9 °C (96.6 °F)는 당시 영국 역사상 세 번째로 신뢰할 수 있게 기록된 최고 기온이었으며, 1911년 폭염만이 더 높은 신뢰할 수 있는 기록 기온을 달성했다.
- 1980년 – 1980년 미국 폭염과 가뭄으로 약 1,000명이 사망한 것으로 추정되며, 이는 미국 중부와 동부에 영향을 미쳤다. 남부 평원에서 기온이 가장 높았다. 6월부터 9월까지 캔자스시티에서는 단 이틀을 제외하고 기온이 32 °C (90 °F) 이상으로 유지되었다. 댈러스/포트워스 지역은 42일 연속으로 최고 기온이 38 °C (100 °F)를 초과했으며, 6월 28일 위치토폴스에서는 기온이 47 °C (117 °F)에 도달했다. 경제적 손실은 200억 달러(1980년 달러 기준)였다.[14]
- 1981년 – 1981년 8월 태평양 북서부 폭염.
- 1983년 – 1983년 여름 동안 아이오와주, 미주리주, 일리노이주, 미시간주, 위스콘신주, 인디애나주, 오하이오주, 미네소타주, 캔자스주, 네브래스카주, 그리고 켄터키주의 특정 지역에서 38 °C (100 °F) 이상의 기온이 흔했다. 1983년 여름은 영향을 받은 많은 주에서 기록상 가장 더운 여름 중 하나로 남아 있다. 백도 이상 기온은 콘 벨트 주와 어퍼 미드웨스트에 영향을 미친 가뭄과 관련된 매우 건조한 조건을 동반했다. 폭염은 같은 여름에 미국 남동부와 중부 대서양 주에도 영향을 미쳤다. 뉴욕 타임스는 미국 중서부에 영향을 미친 1983년 폭염에 대한 기사를 보도했다.[15] 이 폭염은 I-94 더레초와 관련이 있었다.
- 1983년 – 영국은 1983년 7월에 폭염을 겪었다. 이는 1995년 8월에 깨지기 전까지 기록상 가장 더운 달이었다.

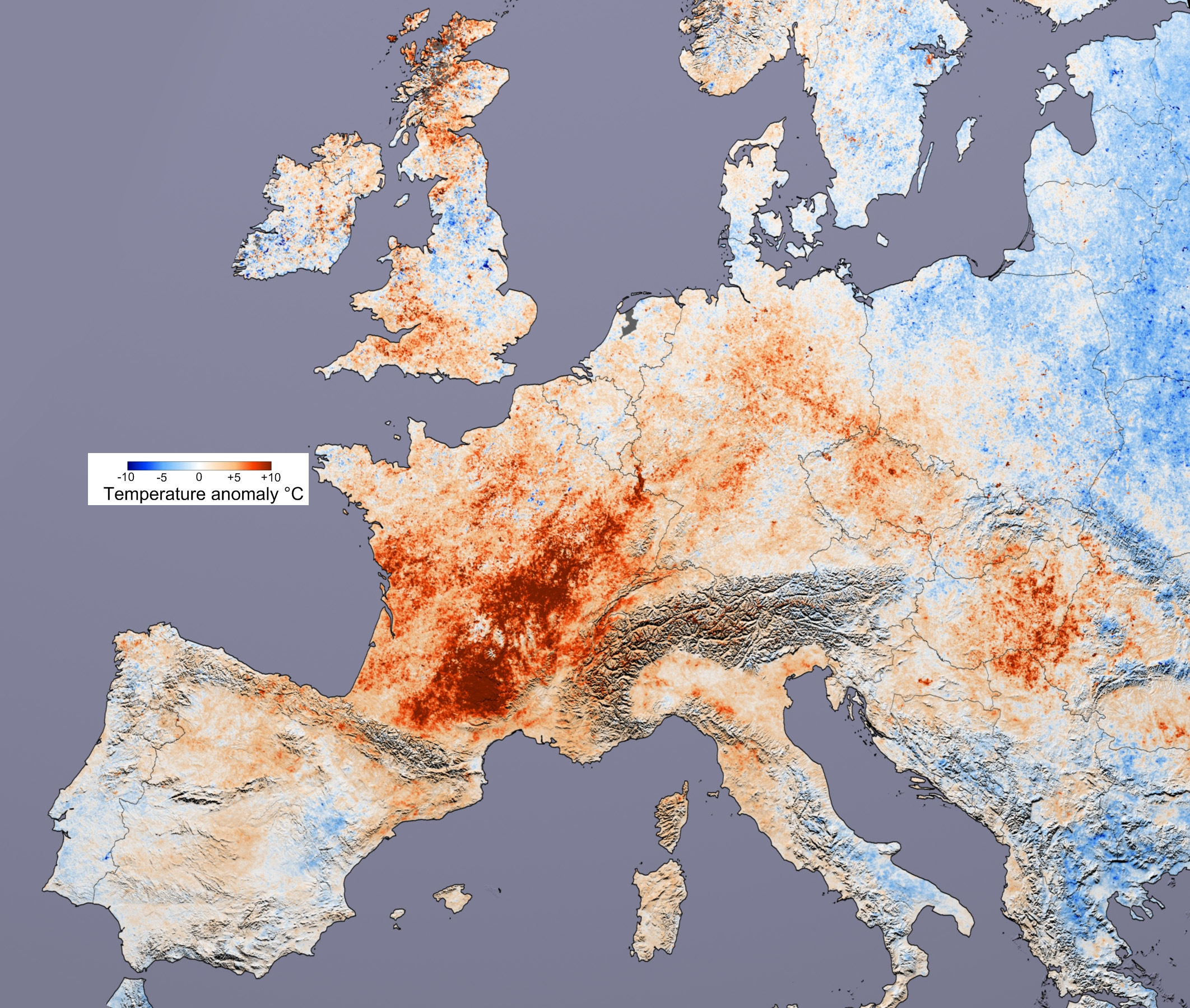
2003년 유럽 폭염 동안 유럽의 평균 기온과의 차이

- 1987년 – 그리스에서는 7월 20일부터 31일까지 장기간의 폭염이 발생하여 아테네 지역에서 1,000명 이상이 사망했다. 측정된 최고 기온은 7월 23일 아테네 중심부에서 41.9 °C (107.4 °F)였고, 8 km 북동쪽에 위치한 교외 지역 네아 필라델피아에서는 7월 27일에 43.6 °C (110.5 °F)였으며, 이는 높은 최저 기온과 결합되었다. 아테네 중심부에서 가장 높은 최저 기온은 7월 27일 30.2 °C (86.4 °F)였고, 네아 필라델피아에서는 7월 24일 29.9 °C (85.8 °F)였다. 가장 낮은 최저 기온은 아테네 중심부에서 25.6 °C (78.1 °F)였다. 또한, 습도가 높고 풍속이 낮아 밤에도 인간의 불편함을 초래했다.[16]
- 1988년 – 1988년 가뭄과 결합된 강렬한 폭염은 황진 시절을 연상케 하며 미국 전역에 치명적인 결과를 초래했다. 공식 추정치에 따르면 미국 전역에서 지속적인 폭염으로 인해 5,000명에서 10,000명이 사망했다. 일부 추정치는 총 사망자 수를 17,000명에 육박한다고 한다.[14]
- 1990년 – 1990년 영국 폭염 동안 영국 전역의 도시들이 역대 최고 기온 기록을 깼다. 기온은 글로스터셔주 첼트넘에서 37.1 °C (98.8 °F)로 최고조에 달했다. 이는 1659년 이후 기록상 가장 더운 8월 중 하나로 이어졌다. 또한 프랑스에서도 여러 날 동안의 폭염이 보고되었으며 (France-Soir, 1990년 9월 4일) 기온이 섭씨 40도를 초과했다.
- 1994년 – 7월에서 8월 사이 폴란드에서 최고 기온 39.5도에 달하는 강렬한 폭염이 발생했다. 이 폭염으로 폴란드 10개 대도시에서 1076명의 추가 사망자가 발생했다.[17]
- 1995년 – 1995년 2월 첫째 주 동안 로스앤젤레스를 포함한 캘리포니아는 기록적인 폭염을 겪었고, 1995년 2월 20일에는 대통령의 날 폭염으로 로스앤젤레스 기온이 95 °F였다.
- 1995년 – 1995년 시카고 폭염은 시카고 지역과 위스콘신주에서 기록적인 이슬점 수준과 열지수를 기록했으며, 기온은 최고 41 °C (106 °F)에 달했다. 긴급 냉방 시설의 부족과 특히 시카고 및 기타 중서부 도시의 저소득층 지역에서 노인 인구에 대한 당국의 부적절한 대응으로 인해 최소 778명이 사망했는데, 대부분은 아프리카계 미국인 시카고 시민이었다. 뜨거운 공기 돔의 주변부에서 일련의 피해를 입히는 더레초가 발생했다.
- 1995년 – 영국은 1659년 이래 3번째로 더운 여름을 경험했다. 8월은 1659년 이래 기록상 가장 더웠고, 2006년 7월까지 기록상 가장 더운 달이기도 했다. 여름은 또한 1766년 이래 기록상 가장 건조했다. 기온은 8월 1일 케임브리지셔주 복스워스에서 35.2 °C (95.4 °F)로 최고조에 달했지만, 역대 최고 기록은 깨지지 않았다.
- 1996년 - 1996년 2월 첫째 주 동안 로스앤젤레스를 포함한 캘리포니아에서 기록적인 폭염이 발생했으며, 2월 7일에는 90 °F를 기록했다.
- 1997년 – 영국은 7년 만에 3번째 주요 폭염을 경험했으며, 1997년 8월은 기록상 가장 더운 달 중 하나였다.
- 1999년 – 1999년 여름 미국 동부의 폭염과 가뭄. 강수량 부족으로 메릴랜드, 델라웨어, 뉴저지, 로드아일랜드는 기록상 최악의 가뭄을 겪었다. 웨스트버지니아주는 재난 지역으로 선포되었다. 8월 중순까지 15,400 km2 면적이 산불로 소실되었다. 전국적인 기록적인 폭염으로 전국적으로 502명의 사망자가 발생했다.[18] 중서부의 도시 중심부에서 많은 사망자가 발생했다.
- 2000년 – 2000년 늦여름, 폭염이 미국 남부를 강타하여 많은 도시의 역대 최고 기온 기록을 깼다.

## 21세기

### 2001–2009
- 2001년 8월 초 강렬한 폭염이 미국 동부 해안과 인접한 캐나다 남동부를 강타했다. 일주일 이상 기온이 35 °C (95 °F)를 넘어섰고 숨막히는 높은 습도가 동반되었다. 뉴어크는 41 °C (106 °F)의 역대 최고 기온을 기록했으며, 열지수는 50 °C (122 °F)를 넘었다.[19]
- 2002년 4월, 봄철에 여름과 같은 폭염이 미국 동부 대부분 지역에 영향을 미쳤다.
- 2002년 7월, 중국의 폭염으로 최소 7명이 사망하고 3500명 이상이 입원했다.[20]
- 2003년 4월 동안, 영국, 주로 잉글랜드와 웨일스에 영향을 미친 여름과 같은 폭염이 발생하여 기온 기록이 깨졌다.
- 2003년 유럽 폭염은 서유럽 대부분 지역에 영향을 미쳐 기온 기록을 깼다. 폭염의 대부분은 스페인, 잉글랜드, 그리고 약 15,000명이 사망한 프랑스에 집중되었다.[21] 포르투갈에서는 남부 지역에서 기온이 47 °C (117 °F)까지 치솟았다.
- 2006년 유럽 폭염은 4년 만에 유럽 대륙을 강타한 두 번째 대규모 폭염으로, 파리 기온은 36.7 °C (98.1 °F)까지 상승했다. 온화한 해양성 기후를 가진 아일랜드에서는 32 °C (90 °F)가 넘는 기온이 보고되었다. 베네룩스와 독일에서는 35 °C (95 °F) (일부 지역에서는 38 °C (100 °F))에 도달했으며, 영국은 36.5 °C (97.7 °F)를 기록했다. 많은 폭염 기록이 깨졌으며 (영국에서 기록된 가장 더운 7월 기온 포함), 1976년과 2003년 폭염을 경험한 많은 사람들이 이를 비교했다. 영국, 네덜란드, 덴마크, 스웨덴, 독일의 많은 지역에서 가장 높은 7월 평균 기온이 기록되었으며, 영국에서는 2006년 7월이 기록상 가장 더운 달이었고 현재까지도 그렇다. 비록 1990년 8월과 2003년 8월의 역대 최고 기온 기록에는 미치지 못했지만 말이다.
- 2006년 북아메리카 폭염은 2006년 7월과 8월 동안 미국 넓은 지역과 인접한 캐나다 일부 지역에 영향을 미쳤다. 220명 이상이 사망한 것으로 보고되었다. 사우스다코타주 일부 지역의 기온은 46 °C (115 °F)를 초과했다. 또한 캘리포니아는 38 to 54 °C (100 to 130 °F) 범위의 기록적인 비정상적으로 높은 기온을 경험했다. 7월 22일, 로스앤젤레스 카운티는 역대 최고 기온인 48 °C (119 °F)를 기록했다. 캘리포니아의 습도 또한 비정상적으로 높았는데, 일반적인 멕시코만 연안/동해안 여름 습도에 비하면 낮았지만, 광범위한 불편함을 야기할 만큼 충분히 높았다.[22] 또한, 폭염은 광범위한 피해를 일으킨 일련의 더레초와 관련이 있었다.
- 2007년 유럽 폭염은 주로 6월 말부터 8월까지 동남유럽에 영향을 미쳤다. 불가리아는 기록상 가장 더운 해를 경험했으며, 이전에 기록되지 않은 45 °C (113 °F) 이상의 기온을 기록했다. 2007년 그리스 산불은 폭염과 관련이 있었다.
- 2007년 아시아 폭염 동안 인도 도시 다티아는 48 °C (118 °F)를 기록했다.
- 2008년 1월, 오스트레일리아 노던 준주의 앨리스스프링스는 10일 연속으로 40 °C (104 °F) 이상의 기온을 기록했으며, 그 달의 평균 기온은 39.8 °C (103.6 °F)였다. 2008년 3월, 사우스오스트레일리아주 애들레이드는 15일 연속으로 35 °C (95 °F) 이상의 최고 기온을 경험했는데, 이는 이전 가장 긴 35 °C (95 °F) 일수보다 7일 더 길었다. 2008년 3월 폭염에는 11일 연속 38 °C (100 °F) 이상도 포함되었다.[23] 이 폭염은 3월, 즉 가을에 발생했다는 점에서 특히 주목할 만했는데, 애들레이드는 3월에 평균적으로 35 °C (95 °F) 이상인 날이 2.3일에 불과하기 때문이다.[24]
- 미국 동부는 2008년 6월 6일부터 10일까지 기록적인 기온을 동반한 초여름 폭염을 경험했다.[25][26] 6월 말부터 남부 캘리포니아에 폭염이 발생했으며,[27] 이는 광범위한 산불에 기여했다. 7월 6일, 새로운 폭염이 예보되었는데, 이는 주 전체에 영향을 미칠 것으로 예상되었다.[28][29]
- 2009년 초, 사우스오스트레일리아주 애들레이드는 6일 연속으로 40 °C (104 °F)를 초과하는 폭염에 시달렸으며, 많은 시골 지역에서는 45 °C (113 °F) 안팎의 기온을 경험했다. 에어 반도의 키안쿠타는 최소 하루 동안 48 °C (118 °F)를 견뎌냈으며, 주에서 가장 더운 지역에서는 46도와 47도가 흔했다. 인접한 빅토리아주 멜버른은 3일 연속으로 43 °C (109 °F)를 초과했으며, 8일 후 두 번째 폭염에서 역대 최고 기온인 46.4 °C (115.5 °F)를 기록했다. 이 폭염 동안 빅토리아주는 대규모 산불로 인해 173명이 사망하고 2,500채 이상의 주택이 파괴되었다. 또한 폭염으로 변압기가 터지고 전력망이 과부하되어 50만 명 이상이 정전되었다.
- 2009년 8월, 아르헨티나는 남반구 겨울인 8월 24일부터 30일까지, 봄이 오기 한 달 전이라는 특이하고 예외적으로 더운 날씨를 경험했는데,[30] 이는 기록되지 않은 겨울 폭염이 나라를 강타했기 때문이다. 비정상적으로 남쪽으로 끌려온 열대성 열기는 부에노스아이레스 시와 북중부 지역 전역에서 기온을 평년보다 22 °C (72 °F) 높게 끌어올렸다. 여러 기록이 깨졌다. 8월 말의 정상적인 최고 기온은 15 °C (59 °F) 아래였음에도 불구하고, 주중에는 30 °C (86 °F)도를 넘었고, 주말에는 32 °C (90 °F)도를 넘었다.[31] 부에노스아이레스에서는 8월 29일 33.8 °C (92.8 °F), 8월 30일에는 최종적으로 34.6 °C (94.3 °F)를 기록하여 1996년 겨울 최고 기록인 33.7 °C (92.7 °F)를 깨고 역대 겨울 중 가장 더운 날이 되었다. 산타페 시에서는 8월 30일에 38.3 °C (100.9 °F)도가 기록되었는데, 이는 정상적인 최고 기온인 약 15 °C (59 °F)를 훨씬 웃돌았다. 아르헨티나 국립 기상청에 따르면, 2009년 8월은 공식 측정 시작 이래 겨울 중 가장 따뜻한 달이었다.[32]

### 2010
- 2010년 북반구 여름 폭염은 북반구 전역의 많은 지역, 특히 중국 북동부와 유럽 러시아 일부 지역에 영향을 미쳤다.[33]
- 2010년 5월부터 기록이 경신되기 시작했다. 5월 26일, 파키스탄 신드주의 모헨조다로에서 국가 최고 기온인 53.5 °C (128.3 °F)가 기록되었다.
- 2010년 6월, 동유럽은 매우 더운 날씨를 경험했다. 불가리아 루세는 13일에 36.6 °C (97.9 °F)를 기록하며 유럽에서 가장 더운 곳이 되었다. 13일에 깨진 다른 기록으로는 비딘의 35.8 °C (96.4 °F), 산단스키의 35.5 °C (95.9 °F), 로베치와 파자르지크의 35.1 °C (95.2 °F), 그리고 수도 소피아의 33.3 °C (91.9 °F)가 있다. 이 폭염은 사하라 사막에서 왔으며 비와 관련이 없었다. 이는 대륙 이 지역의 높은 수위 상황에 도움이 되었다.[34] 14일에는 여러 도시가 다시 35 °C (95 °F)를 넘었지만 기록을 깨지는 못했다. 불가리아에서 기록을 깬 유일한 도시는 무살라산 봉우리가 15.2 °C (59.4 °F), 엘호보가 35.6 °C (96.1 °F)를 기록한 곳이었다.[35] 15일에는 루세의 기온이 37.2 °C (99.0 °F)로 최고조에 달했다. 이는 기록은 아니었지만, 이 나라에서 기록된 최고 기온이었다. 이날 불가리아 도시 5곳이 기록을 깼다: 아흐토폴은 28.6 °C (83.5 °F), 도브리치는 33.8 °C (92.8 °F), 카르노바트는 34 °C (93 °F), 슬리벤은 35 °C (95 °F), 엘호보는 36.1 °C (97.0 °F)를 기록했다.[36]
- 2010년 7월 4일부터 9일까지, 캐롤라이나스에서 메인에 이르는 미국 동해안 대부분 지역이 심각한 폭염에 시달렸다. 필라델피아, 뉴욕, 볼티모어, 워싱턴, 롤리, 심지어 보스턴까지 38 °C (100 °F)를 넘어섰다. 많은 기록이 깨졌는데, 일부는 19세기까지 거슬러 올라가는 기록이었다. 7월 7일 수요일 델라웨어주 윌밍턴의 39 °C (103 °F)는 1897년의 36 °C (97 °F) 기록을 깼다. 필라델피아와 뉴욕은 2001년 이후 처음으로 38 °C (100 °F)를 넘어섰다. 메릴랜드주 프레더릭과 뉴저지주 뉴어크 등은 4일 연속으로 38 °C (100 °F)를 넘어섰다.[37]

### 2011
- 2011년 북아메리카 폭염은 미국 중서부, 캐나다 동부, 그리고 미국 동해안 대부분 지역에 기록적인 폭염을 가져왔다.
- 기록적인 폭염이 2011년 7월 말부터 8월 초까지 서남아시아를 강타하여, 이라크의 기온은 49 °C (120 °F)를 초과했고,[38] 트빌리시에서는 "아스팔트를 녹이고, 땅을 메마르게 하며, 뇌를 뒤흔드는 한여름의 열기"가 느껴졌다.[39] 이라크인들은 8월 4일 바그다드에서 51 °C (124 °F), 디와니야에서 52 °C (126 °F)의 더위에도 불구하고 라마단 금식 압력으로 더욱 어려움을 겪었다.[38] 이 극심한 더위는 이라크 정부 부패와 미국 정부의 보복에 대한 음모론을 불러일으켰고;[38] 조지아에서는 묵시, 체르노빌로 인한 돌연변이 메뚜기, 보이지 않는 적들이 들여온 뱀, 그리고 흑점에 대한 음모론을 유발했다.[39]
- 영국 대부분 지역은 2011년 9월부터 10월 사이에 예외적으로 늦은 폭염을 경험했다. 이 폭염으로 켄트주 그레이브젠드에서 10월 최고 기온 신기록인 29.9 °C (85.8 °F)가 세워졌다.[40]

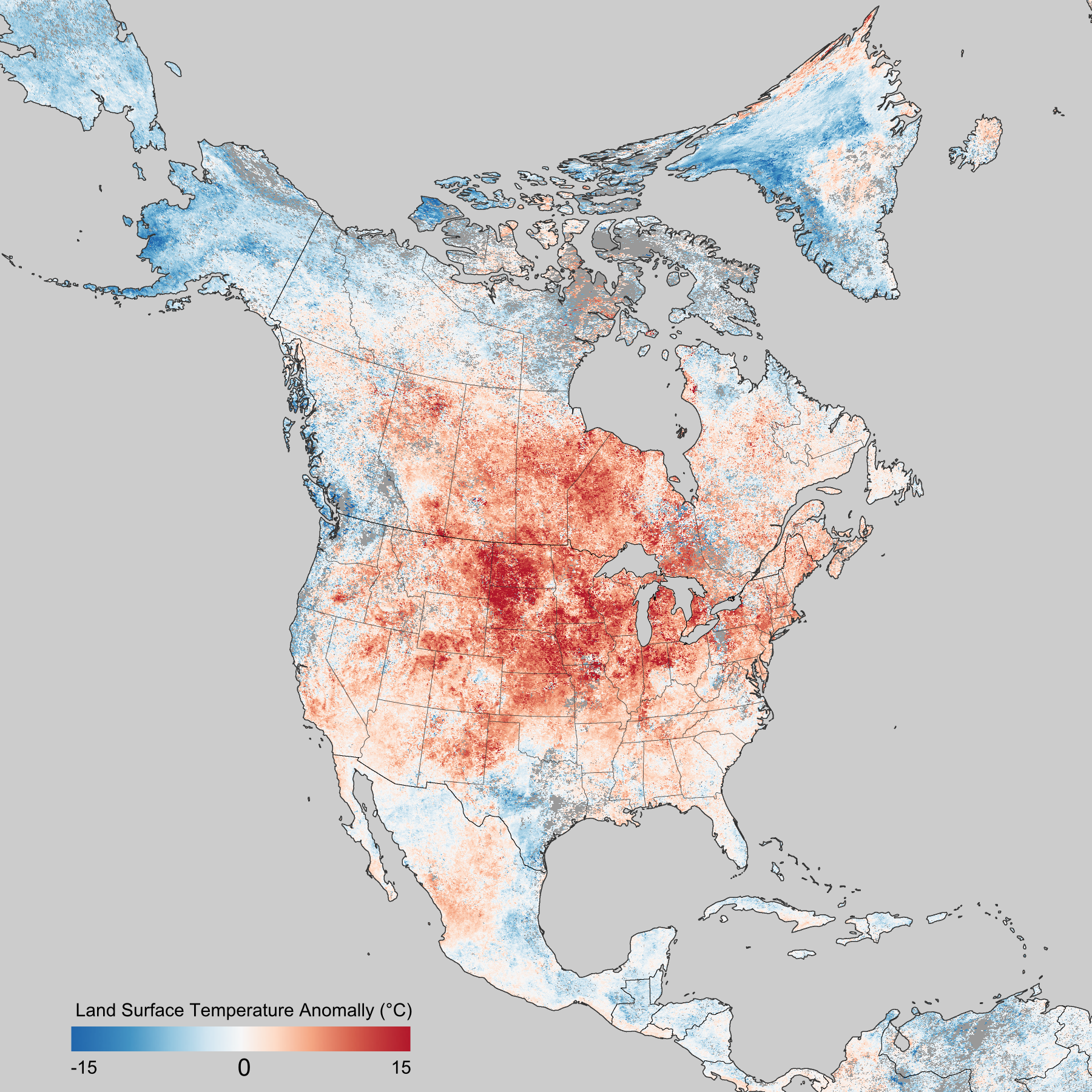
2012년 3월 8–15일 지표면 온도. 지표면 온도는 기상 관측소에서 일반적으로 측정하는 대기 온도와 다르다.

### 2012
- 2012년 3월, 미국 중서부는 역사상 가장 이례적이고 가장 큰 폭염 중 하나를 경험했다.
- 2012년 6월 말, 북아메리카 대부분 지역이 폭염을 겪기 시작했다. 로키산맥에서 동쪽으로 열기가 퍼졌다. 폭염 동안 2012년 북아메리카 6월 더레초 (일련의 더레초 중 하나)는 격렬한 폭풍을 일으켜 나무와 전선을 쓰러뜨렸고, 6월 30일 미국 동부의 300만 명에게 정전을 발생시켰다.[41] 폭염은 일부 지역에서는 8월 중순까지 지속되었다.

### 2013
- 2012–2013년 오스트레일리아 여름은 성난 여름 또는 극심한 여름으로 알려져 있으며, 90일 동안 123개의 기상 기록이 깨졌다. 여기에는 오스트레일리아 전체의 역대 가장 더운 날, 기록상 가장 더운 1월, 기록상 가장 더운 여름 평균, 그리고 대륙 전체가 7일 연속으로 39 °C (102 °F) 이상을 기록한 기록이 포함된다.[42][43] 수십 개의 마을과 도시에서 하루 최고 기온 기록이 깨졌고, 하루 강수량 기록도 깨졌으며, 여러 강이 새로운 최고 수위로 범람했다.[42] 2012년 12월 28일부터 2013년 1월 9일까지 호주는 80년 만에 가장 심각한 폭염에 직면했으며, 국가의 상당 부분이 40 to 45 °C (104 to 113 °F) 이상의 고온을 기록했고, 일부 지역에서는 50 °C (122 °F)에 근접하기도 했다. 이 극심한 더위는 또한 국가의 남부 및 중부 지역에 '돌발' 가뭄을 초래했으며, 주기적인 강풍으로 인해 여러 대규모 산불을 발생시켰다.[44]
- 2013년 6월 말, 강렬한 폭염이 미국 남서부를 강타했다. 남부 캘리포니아의 여러 지역은 50 °C (122 °F)까지 치솟았다.[45] 6월 30일, 캘리포니아 데스 밸리는 54.0 °C (129.2 °F)를 기록했는데, 이는 6월에 지구상에서 기록된 역대 최고 기온이다. 이는 1913년 7월에 기록된 데스 밸리에서 측정된 세계 최고 기온인 57 °C (134 °F)보다 5도 낮은 수치이다.[46]
- 2013년 캐나다의 날 무렵, 미국 남서부를 강타했던 폭염이 북쪽으로 이동하여 브리티시컬럼비아주 남부, 워싱턴, 오리건주를 강타했다. 브리티시컬럼비아주 기온은 2013년 7월 1일 리튼에서 40 °C (104 °F)를 기록했으며, 2013년 7월 2일 펜틱턴 시는 38 °C (100 °F)를 기록했고, 서머랜드와 오수유스도 같은 기온을 기록했다. 워싱턴의 트리-시티스는 43 °C (110 °F) 안팎의 기온으로 가장 더운 지역 중 하나였다.[47][48][49] 에드먼턴도 33 °C (91 °F)에 도달했지만, 습도 지수는 44 °C (111 °F)까지 치솟아 그날 저녁 심한 뇌우와 골프공 크기만한 우박을 동반했다.[50]
- 2013년 7월부터 8월까지 중국 남부에서는 예외적으로 높은 기온을 동반한 유례없이 심각한 폭염이 계속되었다. 저장성, 충칭, 상하이, 후난 및 기타 지역의 여러 지역에서 기온이 섭씨 40도를 넘어섰고 오랫동안 지속되었다. 저장성 신창은 8월 8일 44.1 °C (111.4 °F)의 극심한 더위를 견뎌냈고, 저장성 펑화는 43.5 °C (110.3 °F)의 새로운 역대 최고 기온을 기록했으며, 후난성 창사시는 2013년 7월 고온 "그랜드 슬램"을 달성하여 7월 31일 내내 35 °C (95 °F) 이상의 새로운 일일 최고 기온을 기록했다. 항저우는 14일 연속 40 °C (104 °F) 이상을 경험했고, 상하이 쉬자후이 관측소는 140년 기상 기록을 깨고 40.8 °C (105.4 °F)의 새로운 역대 최고 기온을 기록했다. 지속적인 고온은 많은 사람, 특히 노인들에게 열중증이나 일사병을 유발하여 수백만 명의 삶에 심각한 영향을 미쳤다. 중국 전역의 많은 지역에서 기록적인 고온을 겪어 여러 기상 부서에서 고온 오렌지 또는 적색 경보를 연속적으로 발령했다. 2013년은 1951년 이후 국가 기상 기록 60년 동안 볼 수 없었던 광범위한 비정상적으로 높은 기온을 기록했다.
- 2013년 7월, 영국은 2006년 이후 가장 더운 7월을 경험했다.[51] 전반적으로 2013년 7월은 기록상 4번째로 더웠고 4번째로 화창했다.
- 2013년 아르헨티나 폭염은 2013년 12월 11일부터 2014년 1월 2일까지 북부, 중부, 북부 파타고니아 지역에서 발생한 역사적인 현상이었다. 이는 아르헨티나에서 1906년 기록이 시작된 이래 가장 긴 폭염이었으며, 전국 여러 도시에 영향을 미쳤다. 폭염 경보 시스템이 만들어진 이래 처음으로 부에노스아이레스 시와 로사리오 시 모두에 대해 며칠 연속으로 적색 경보가 발령되었는데, 이 도시들은 국립 기상청이 폭염을 관측하는 도시들이다. 12월 11일부터 기온이 눈에 띄게 상승하기 시작했으며, 특히 중부 및 북부 파타고니아 지역의 넓은 지역에서 최고 기온이 상승하여 코르도바주 남부, 산타페주 남부, 엔트레리오스주 남부, 부에노스아이레스주 대부분, 라팜파주, 멘도사주 동부, 네우켄주 동부, 리오네그로주에 영향을 미쳤다. 19일부터 이 비정상적인 상황은 아르헨티나 북부로 확대되기 시작했고 중부 지역에서 다시 심해져 18개 주에 영향을 미쳤으며, 12월 30일 중부 지역에서, 1월 1일과 2일에는 찬 기단이 통과하면서 공기 덩어리가 바뀌면서 국가의 극북 지역에서 해소되었다. 이 폭염의 긴 지속 기간(22일)은 이 사건을 예외적인 것으로 만들었으며, 영향을 받은 지역의 여러 기상 관측소에서 평균보다 높은 최저 및 최고 기온을 기록한 연속적인 날짜 기록을 여러 개 깼다. 국립 기상청은 일일 보고서를 통해 폭염의 진행 상황을 보고했다. 가장 강한 폭염은 라리오하주 참미칼 시에서 45.5 °C (113.9 °F), 산티아고델에스테로 시(주도)에서 45 °C (113 °F), 부에노스아이레스 (수도)에서 39 °C (102 °F)를 기록했다. 광범위한 폭염은 그 기간 동안 의료 지원이 필요했던 수천 명의 사람들의 건강에 심각한 영향을 미쳤으며, 역사적인 폭염으로 인해 국가 중부 및 북부의 여러 지점에서 최소 1,877명의 사망자가 발생했다.
- 2013년 12월 28일 - 2014년 1월 4일, 롱리치는 43.3 °C (109.9 °F)를 넘는 기온으로 8일을 보냈으며 수많은 기록을 깼다[52]

### 2015
- 2015년 4월과 5월 사이에 인도에서 폭염이 발생하여, 이 나라의 여러 지역에서 2,200명 이상이 사망했다. 주말 동안 두 개 주 일부 지역의 낮 기온은 45 and 47 °C (113 and 117 °F) 사이를 맴돌았으며, 이는 평년보다 3–7 °C (5.4–12.6 °F) 높았다. 정부 발표에 따르면 4월 중순부터 안드라프라데시가 가장 큰 타격을 입어 폭염으로 1,636명이 사망했다. 인접한 텔랑가나에서는 추가로 561명이 사망했다.[53]
- 2015년 6월 20~21일부터 시작된 심각한 폭염으로 파키스탄 카라치에서 2,500명 이상이 사망했다.[54]
- 2015년 6월 28일 – 7월 3일 사이에 미국 북서부와 브리티시컬럼비아주 남부에 폭염이 발생했다.
- 2015년 6월 30일 – 7월 5일 사이에, 스페인 고기압으로 인한 폭염이 서유럽에 발생하여 모로코에서 잉글랜드까지 뜨거운 기온을 밀어냈다. 잉글랜드 기온은 36.7 °C (98.1 °F)에 도달하여 2006년의 이전 7월 기록을 깼지만, 역대 기록인 38.5 °C (101.3 °F)는 깨지지 않았다.

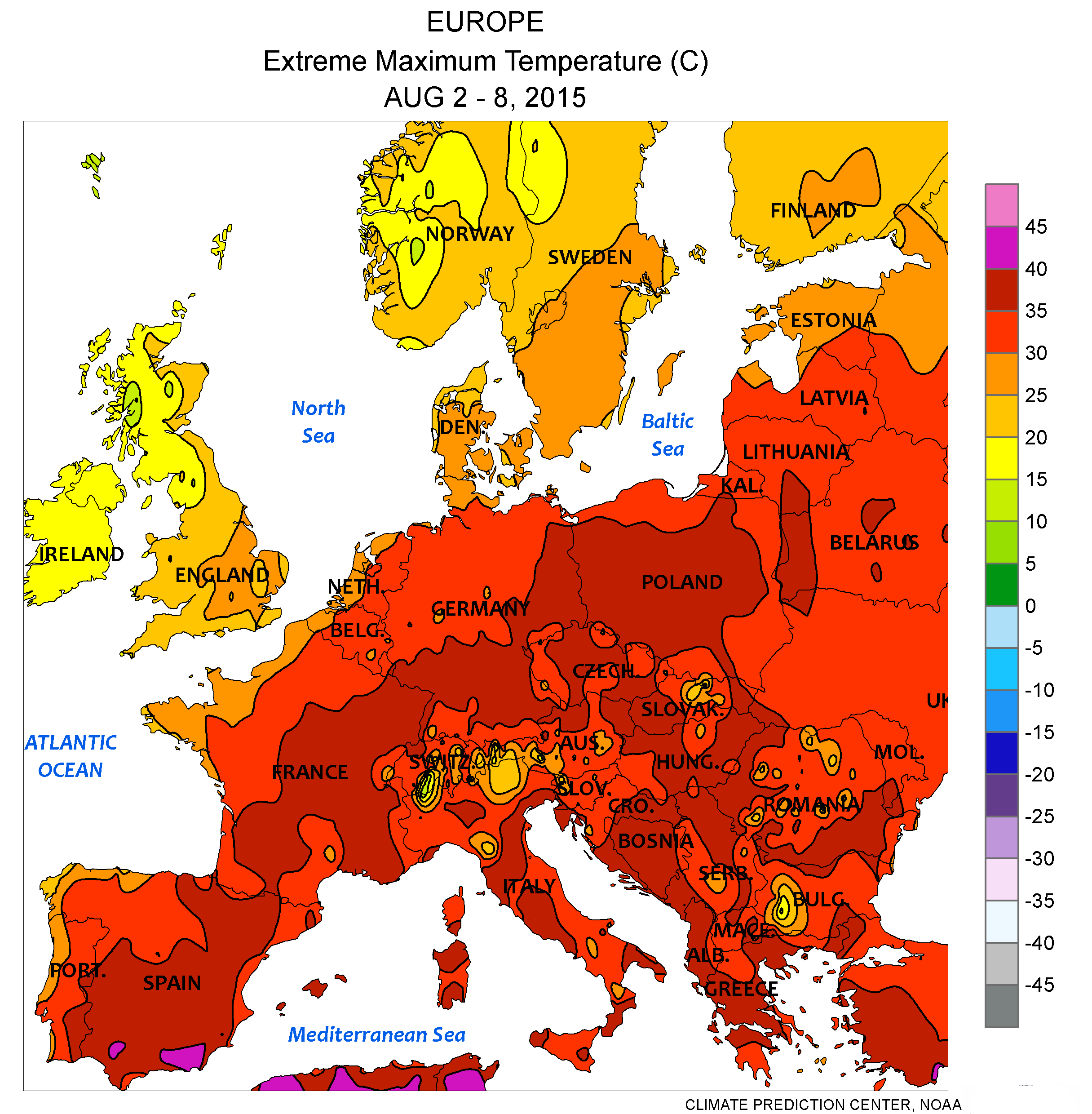
2015년 8월 2–8일 최고 기온. 진한 빨간색은 사이의 기온을 나타낸다.

- 2015년 6월 말부터 9월 중순까지, 2015년 유럽 폭염(독일어판). 40 °C (104 °F)를 넘는 기온으로, 많은 지역에서 기상 관측 시작 이래 새로운 기록 기온이 측정되었다. 마그레브 지중해 연안, 남서부, 중부, 동남유럽은 최근 수십 년간 가장 큰 폭염 중 하나를 경험했다.[55]
- 2015년 8월, 폭염이 중동 대부분 지역에 영향을 미쳐 이집트에서 거의 100명의 사망자가 발생했다.[56] 이라크와 카타르에서는 기온이 50 °C (122 °F)를 넘었다.[56]

### 2016
2016년은 기록상 두 번째로 따뜻한 해였다.
- 2016년 6월 동안, 기록적인 폭염이 애리조나, 네바다 남부, 캘리포니아 남부에 나타났다. 버뱅크는 44 °C (111 °F)에 도달했고, 피닉스는 48 °C (118 °F)에 도달했으며, 유마는 49 °C (120 °F)에 도달했고, 투손은 6월 19일에 46 °C (115 °F)로 20년 만에 가장 따뜻한 기온을 기록했다. 리버사이드는 46 °C (114 °F)에 도달했고, 팜스프링스는 50 °C (122 °F)에 도달했으며, 라스베이거스는 46 °C (115 °F)에 도달했고, 데스 밸리는 52 °C (126 °F)에 도달했으며, 니들스는 6월 20일에 역대 최고 기록인 52 °C (125 °F)와 동률을 기록했고, 블라이스는 51 °C (124 °F)의 새로운 역대 최고 기록을 세웠다.[58][59][60]
- 2016년 7월, 쿠웨이트 미트리바는 54 °C (129 °F)를 기록했고 이라크 바스라는 53.9 °C (129.0 °F)를 기록했다. 이는 동반구와 데스 밸리를 제외한 지구상에서 기록된 역대 최고 기온이다.[61][62][63][64][65]
- 2016년 9월 동안, 영국은 13일에 34.4 °C (93.9 °F)에 달하는 기온으로 1911년 이래 가장 더운 9월을 경험했다. 그러나 9월 역대 최고 기록은 1906년의 35.6 °C (96.1 °F)로 여전히 남아 있다.[66][67]
- 2016년 인도 폭염은 그 해 4월과 5월에 기록적인 폭염이었다. 라자스탄주 팔로디 마을에서는 국가 최고 기온인 51.0 °C (123.8 °F)가 기록되었다. 160명 이상이 사망했으며 3억 3천만 명이 어느 정도 영향을 받았다. 가뭄으로 인해 폭염의 영향이 더욱 악화되면서 물 부족도 발생했다. 인도에서 5월은 일반적으로 가장 덥고 건조한 달 중 하나이다. 2016년에는 폭염이 일찍 시작되어 2016년 4월 8일까지 111명의 폭염 관련 사상자가 보고되었으며, 폭염은 가뭄과 결합되어 더욱 심각한 피해를 입혔다. 오디샤주와 텔랑가나주에서는 여름 방학보다 몇 주 일찍 학교가 문을 닫았다. 병원은 수술을 중단했다. 우발적인 화재를 방지하기 위해 낮(오전 9시 - 오후 6시) 취사가 금지되었다.

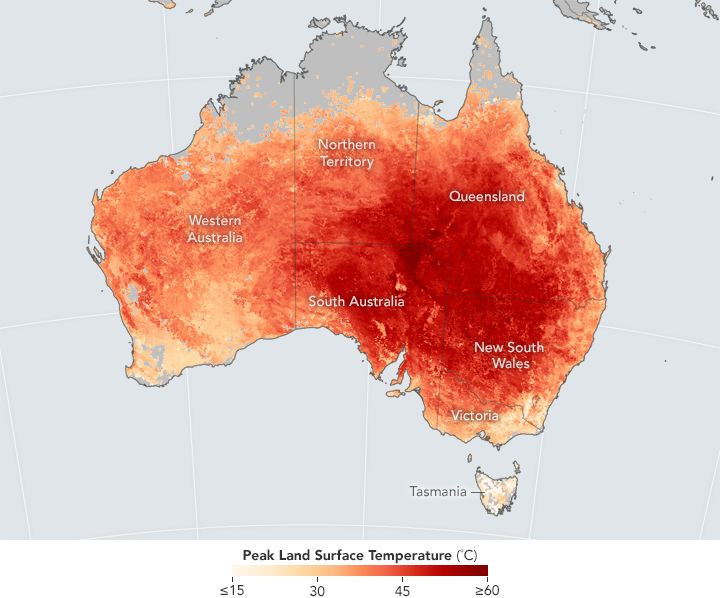
2017년 호주 폭염 동안 위성으로 매핑된 2017년 2월 7–14일 최고 지표면 온도.

- 2016년 아시아 폭염은 많은 아시아 국가에서 기온 기록을 세웠다.
- 2016년 동남아시아 폭염은 대부분의 동남아시아 국가에서 기온 기록을 세웠다.

### 2017
- 2017년 1월 25일부터 27일까지 칠레는 강렬한 더위를 경험했으며, 기온은 1월 26일에 최고조에 달했다. 이 현상은 산티아고 수도 지역과 라 아라우카니아 지역 사이에 집중되었으며, 마울레 지역과 비오비오 지역에서 더 강렬했다. 이 기상 현상은 산티아고, 칠리안, 콘셉시온, Quillón 도시에서 기록된 역대 최고 기온을 깼는데, Quillón은 데이터가 존재하는 이래 전국적으로 기록된 가장 높은 최고 기온인 44.9 °C (112.8 °F)를 기록했다.[68]
- 2017년 2월, 호주는 태리, 뉴사우스웨일스주에서 47.2 °C (117.0 °F)[69] 및 이반호 (뉴사우스웨일스주)에서 47.6 °C (117.7 °F)의 높은 기온으로 극심한 폭염을 겪었다.[70]
- 2017년 4월, 심각한 폭염이 파키스탄에 영향을 미쳐 기온은 51.0 °C (123.8 °F)에 달했다.[71]
- 2017년 6월, 이란에서 다시 폭염이 발생하여 최고 기온을 기록했다. 2017년 6월 28일, 자스크 시는 드물게 33 °C (91.4 °F)도의 이슬점을 기록했다. 높은 기온과 결합하여 열지수는 69 °C (156 °F)였다.[72] 그러나 아바즈의 최고 기온은 54 °C (129.2 °F)도까지 치솟았고, 습도로 인해 열지수는 61 °C (142 °F)였다.[73]
- 또한 2017년 6월 21일, 영국은 1976년 6월 28일 이후 가장 더운 폭염을 겪으며 런던 히스로 공항에서 34.5°C를 기록했다.[74]
- 2017년 6월 29일, 그리스 폭염 - 사하라 사막에서 온 뜨거운 공기 덩어리가 발칸 반도로 확장되어 3일 연속으로 42°C에서 45°C의 기온을 기록했다.[75]
- 2017년 9월, 폭염이 미국 동부의 상당 부분에 영향을 미쳤다. 이 폭염은 특정 지역에서 연중 가장 늦게 비정상적으로 높은 기온을 기록했다는 점에서 주목할 만하다.[76] 폭염은 캐나다 동부 일부 지역에도 영향을 미쳤다.[77][78]

### 2018
- 2018년 5월과 6월, 폭염이 파키스탄과 인도 상당 부분에 영향을 미쳤다. 5월 28일까지 최소 65명이 폭염으로 사망했다. 기온은 48 °C (118 °F)까지 치솟았다.[79][80] 당시 진행 중이던 라마단 금식으로 인해 인구의 상당 부분이 건강 위험에 처했다.[81]
- 2018년 영국 제도 폭염. 2018년 4월, 폭염이 영국[82]과 아일랜드섬에 영향을 미쳤다.[83] 5월 초에 잠시 기온이 내려갔다가 5월 나머지 기간과 6월까지 25–30 °C (77–86 °F)로 다시 올랐다. 2018년 7월, 영국 여러 지역에서 9일 연속으로 30도를 넘는 기온을 기록했고, 전체적으로는 15일 동안 30도를 넘었으며, 다른 지역들도 여전히 폭염의 영향을 받았다. 8월 중순부터 기온이 평년 수준으로 돌아오기 전까지 8월 초까지 더운 날씨가 계속되었다.[84][85]
- 2018년 북아메리카 폭염. 폭염은 2018년 5월 말 멕시코에서 시작되었다. 2018년 6월까지 멕시코 정부는 300개 이상의 지자체에 비상사태를 선포했다. 2018년 7월 초, 캐나다 퀘벡의 폭염으로 약 74명이 사망했다. 7월에는 캘리포니아 남부의 폭염으로 많은 정전이 발생했으며, 로스앤젤레스 수도전력국이 서비스하는 34,000명 이상의 로스앤젤레스 고객이 일주일 이상 정전되었다. 애리조나와 콜로라도와 같은 남서부 주들은 38 °C (100 °F)를 넘었다.
- 2018년 일본 폭염. 2018년 7월 중순, 일본의 폭염은 대규모 홍수 후에 발생했다. 이로 인해 22,000명 이상이 입원하고 80명이 사망했다.
- 2018년 유럽 가뭄 및 폭염. 유럽 대부분 지역이 평년보다 높은 기온과 가뭄을 경험했으며, 이는 2018년 스웨덴 산불과 2018년 아티키 산불로 이어졌다.

### 2019
- 호주 폭염
  - 2018년 12월 25일부터 호주는 거의 끊이지 않고 기록적인 폭염에 시달렸다. 2018년 12월은 기록상 가장 더운 12월로 기록되었고, 뉴사우스웨일스주는 2011년 이래 가장 더운 1월을 보냈다.[86][87] 애들레이드는 1월 24일 오후 3시 36분에 46.6 °C (115.9 °F)를 기록하며 1939년의 기록을 경신하고 역대 가장 더운 날을 기록했으며, 사우스오스트레일리아주 전역의 많은 정착촌에서도 같은 날 새로운 기록을 세웠다. 최소 1명, 야생마 90마리, 박쥐 2,000마리가 사망했으며, 25,000가구가 정전되었다.[88][89][90]
  - 멜버른은 1월 25일에 2009년 검은 토요일 산불 이후 가장 더운 날이 될 것으로 예보되었으며, 44 °C (111 °F) (CBD의 기온은 예보된 최고 기온에 도달하지 못했지만, 멜버른 공항의 기온은 46 °C (115 °F)에 도달했다)로 예보되었고, 빅토리아주 전역의 20만 가구 이상이 부하 차단으로 인해 정전되었다.[91] 1월 25일 멜버른은 1월 또는 2월 중 가장 더운 날을 기록했다: 43 °C (109.4 °F).[92]
  - 1월 25일 트레저 코스트의 기온은 45.0 °C (113 °F)에 도달했다.[93]
- 2019년 5월 말, 이례적으로 강한 이른 폭염이 미국 남동부에 영향을 미쳐 여러 도시에서 5월 역대 최고 기온을 기록했다. 많은 지역에서 38 °C (100 °F) 기온을 기록한 가장 이른 기록도 깨졌다.[94]
- 또한 5월 말, 이른 폭염이 일본 일부 지역에 영향을 미쳤다. 홋카이도 사로마 마을은 39.5 °C (103.1 °F)를 기록했는데, 이는 일본 어디에서도 기록된 5월 최고 기온이다.[95]

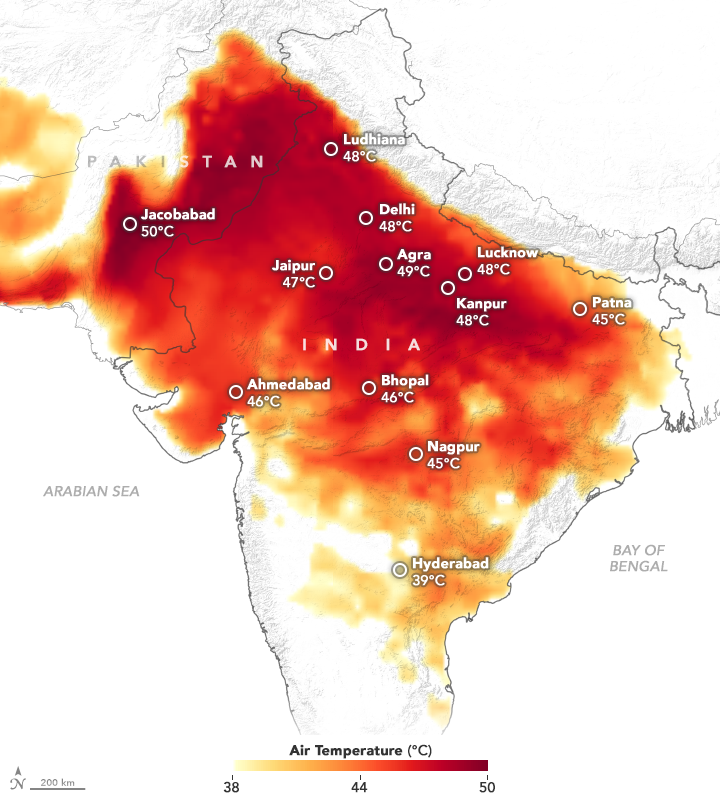
2019년 폭염 기간 동안 인도와 파키스탄의 기온.

- 2019년 인도-파키스탄 폭염은 추루에서 거의 기록적인 최고 기온인 50.8 °C (123.4 °F)에 도달했다.[96] 인도와 파키스탄 언론은 폭염으로 수십 명이 사망했다고 보도했다.[97]
- 2019년 유럽 폭염: 6월 25일부터 사하라 사막에서 매우 뜨거운 공기 덩어리가 유럽으로 이동하여 프랑스, 독일, 영국을 포함한 여러 유럽 국가에서 폭염 경보가 발령되었다. 이 폭염의 규모와 강도는 여름 초기에 발생하는 것으로는 이례적이었다.[98][99] 프랑스에서는 수많은 도시가 2003년 콩케이락에서 세워진 옛 국가 기록인 44.1 °C (111.4 °F)를 깼다.[100] 최종적인 새로운 기록은 2 °C (3.6 °F) 더 높았다.[101] 한 달 후, 비슷한 현상이 발생하여 여러 북서 유럽 국가의 도시에서 최고 기온 기록을 깼다. 네덜란드에서는 2.1 °C (3.8 °F),[102][103] 벨기에에서는 3 °C (5.4 °F),[104][105] 룩셈부르크에서는 2.9 °C (5.2 °F),[106][107] 독일에서는 2.1 °C (3.8 °F),[108][109] 그리고 영국에서는 0.2 °C (0.36 °F)로 역대 국가 최고 기온 기록이 깨졌다.[110] 8월 27일, 왕립 네덜란드 기상 연구소 (KNMI)는 12시 40분 De Bilt에서 30 °C (86 °F)가 측정되면서 네덜란드가 또 다른 폭염을 겪고 있음을 공식적으로 확인했다. 1901년 기록이 시작된 이래 국가가 한 해에 두 번의 전국적인 폭염을 경험한 것은 역사상 네 번째였다.[111] 같은 날, 왕립 기상 연구소 (KMI/IRM)는 벨기에에서 2019년의 세 번째 폭염을 선포했다. 공식 기온 측정 이래 한 해에 세 번의 폭염이 감지된 것은 단 한 번 (1947년) 있었다.[112]
- 2019년 9월부터 10월까지 미국 동부에 장기간의 가뭄과 폭염이 영향을 미쳤다. 9월은 많은 지역에서 기록상 가장 따뜻하고 건조한 달 중 하나였다. 10월 역대 최고 기온 기록도 수많은 도시에서 깨졌다.
- 2019년 12월 호주에서 폭염이 발생하여 17일 전국 평균 기온이 40.9 °C (105.6 °F)로 기록되었다.[113] 이는 12월 18일에 평균 기온 41.9 °C (107.4 °F)로 경신되었다.[113] 이전 기록은 2013년의 40.3 °C (104.5 °F)였다.[113] 폭염은 2019~2020년 오스트레일리아 밀림 산불을 악화시켰다.

### 2020
- 1월 4일, 호주 캔버라와 페니스시는 각각 44.0 °C (111.2 °F)와 48.9 °C (120.0 °F)를 기록하며 역대 최고 기록을 깼다. 페니스시는 그날 지구상에서 가장 더운 곳이었다.
- 늦봄 폭염이 뉴잉글랜드 북부와 캐나다 동부를 강타했다. 5월 27일, 몬트리올은 36.6 °C (97.9 °F)를 기록하며 5월 역대 최고 기록을 깼고, 이는 또한 도시 역사상 두 번째로 높은 기온이었다.[114] 인근의 오타와와 버몬트주 벌링턴은 같은 날 35 °C (95 °F)를 기록했다.[115] 6월 중순, 두 번째 폭염이 같은 지역을 강타했다. 몬트리올과 벌링턴은 6일 연속으로 32 °C (90 °F)를 기록했는데, 이는 이 지역에서 기록상 가장 긴 연속 기록 중 하나이다. 뉴브런즈윅주에서는 수많은 도시가 6월 역대 최고 기록을 깼으며, 특히 더운 지역인 배서스트와 미라마시에서는 37.2 °C (99.0 °F)를 기록했다.[116] 메인주 카리부에서는 6월 19일 역대 최고 기록인 36 °C (96 °F)와 동률을 기록했다. 폭염은 비정상적으로 건조한 날씨와 결합하여 퀘벡주에서 수많은 산불을 일으켰다.[117] 폭염은 7월까지 이어졌으며, 토론토, 오타와, 몬트리올은 기록상 두 번째로 더운 7월을 기록했다.
- 시베리아 폭염: 6월 20일, 러시아의 폭염이 시베리아의 한 마을에서 역대 최고 기록을 깨고 38 °C (100 °F)를 기록했다. 이는 북극에서 가장 북쪽에서 기록된 가장 더운 기온일 가능성이 있으며, 일반적으로 지구상에서 가장 추운 곳 중 하나인 이 지역에서 이례적으로 따뜻한 해가 계속되었다. 만약 이 측정값이 정확하다면, 1988년 7월 25일에 기록된 베르호얀스크의 역대 최고 기록인 37.3 °C (99.1 °F)를 깬 것이 된다. 베르호얀스크의 기온 기록은 1885년부터 시작되었다.[118]
- 영국 폭염: 비교적 시원했던 7월 이후, 런던 히스로 공항에서는 31일 기온이 37.8 °C (100.0 °F)로 급상승하여 현재 기록상 5번째로 더운 기온이자 기록 당시 3번째로 더운 기온이 되었다. 잠시 평년 기온으로 돌아온 후, 히스로 공항과 큐 가든은 8월 7일 36.4 °C (97.5 °F)로 상승하여 당시 기록상 9번째로 더운 기온을 기록했으며, 영국 어딘가에서 6일 연속으로 최소 34.0 °C (93.2 °F)의 기온이 기록되었다. 8월 11일에는 웨스트서식스주 크롤리 근처에서 다시 36.2 °C (97.2 °F)가 기록되었다. 폭염 기간 동안 20.0 °C (68.0 °F) 이상의 최저 기온을 기록한 "열대야"가 5번 (8일, 10일, 11일, 12일, 13일) 기록되었다. 폭염 이후 쏟아진 폭우와 뇌우는 취약 지역에 갑작스러운 홍수를 일으켰고, 유럽 폭염의 일반적인 건조한 특성에도 불구하고 2020년은 전체적으로 기록상 5번째로 습한 여름이었다.[119]
- 미국 서부: 8월 중순 초부터 미국 서부 및 미국 중서부 전역에 걸쳐 강렬한 폭염이 발생했다. 데스 밸리는 8월 16일 54.4 °C (129.9 °F)를 기록했는데, 이는 1913년 7월 같은 장소에서 보고된 57 °C (134 °F) 이후 최고 기온이다. 이 기온이 확인되면, 이는 지구상에서 기록된 최고 기온 중 하나가 될 것이다.
- 일본 기상청 공식 보고서에 따르면, 8월 17일 시즈오카현 하마마쓰시에서 41.1 °C (106.0 °F)의 고온이 기록되었는데, 이는 1882년 12월 1일 현지 관측이 처음 시작된 이래 최고 기온 기록이었다. 일본에서는 6월 말부터 9월 초까지 많은 지역에서 폭염을 겪었으며, 여기에는 8월 11일 군마현 이세사키시와 기류시의 40.5 °C (104.9 °F)가 포함되었다. 일본 보건복지부에 따르면 폭염으로 인해 총 1,528명이 일사병으로 사망했다.

### 2021
- 2월 중순경, 사하라 사막의 제트 기류가 유럽에 겨울 폭염을 가져와 일일 기온이 봄철 최고 기온과 거의 비슷했다. 베를린에서는 수요일에 20 °C (68 °F)의 고온이 보고되었고, 다음 날에는 19 °C (66 °F)에 도달했다. 파리도 같은 20 °C (68 °F)의 고온을 보고했으며, 바르샤바와 런던은 약 18 °C (64 °F)였다. 아시아에서는 2월 21일 베이징에서 기록적인 겨울 기온인 25.6 °C (78.1 °F)가 선포되었다.[120]
- 5월 20일, 북극권 북위 67.6°, 동경 53°에서 5월 기록인 31.9 °C (89.4 °F)가 보고되었다.[121] 6월 20일, 시베리아 전역에서 지표면 온도가 35 °C (95 °F)를 크게 초과했다.[122] 2021년 러시아 폭염과 가뭄은 2021년 시베리아 산불을 야기했다.[123]
- 6월 3일부터 6일까지 그레이트플레인스 북부와 캐나다 대평원 남부가 폭염을 겪었다. 6월 4일, 그레트나는 41.3 °C (106.3 °F)를 기록했는데, 이는 1980년대 이후 매니토바주에서 기록된 최고 기온이자 캐나다에서 연중 가장 이른 40 °C (104 °F) 이상 기온 발생이었다.[124]
- 6월 중순, 미국 남서부 여러 지역에서 기록적인 기온이 기록되었으며, 6월 17일 캘리포니아 데스 밸리에서는 최고 53 °C (128 °F)를 기록했다.
- 6월 말, 2021년 북아메리카 서부 폭염이 발생하여 태평양 북서부의 기온이 38 °C (100 °F)를 넘어섰다. 포틀랜드 47 °C (116 °F) 및 시애틀 42 °C (108 °F)와 같은 도시에서 역대 최고 기온이 기록되었다. 리튼은 49.6 °C (121.3 °F)를 기록하여 전날의 47.9 °C (118.2 °F)를 넘어섰고, 이는 캐나다에서 기록된 역대 최고 기온을 경신한 것이었다.[125]
- 6월 18일부터 7월 18일까지 핀란드 코우볼라에서 핀란드 폭염 기록이 깨졌다. 이미 31일 연속 폭염이 기록되었다.
- 7월 마지막 주, 튀르키예, 그리스, 이탈리아 및 이 지역의 다른 국가들에서 폭염이 시작되었다.[126][127] 8월 11일, 시칠리아 플로리디아에서 유럽 역사상 최고 기온인 48.8 °C (119.8 °F)가 기록되었다.[128]
- 7월, 폭염이 가뭄, 천연가스 생산 감소, COVID-19 지연과 결합하여 중동 전역에 광범위한 정전을 야기했으며, 이라크, 이란, 레바논에서 시위가 발생했다.[129]

### 2022
- 2022년 1월 중순, 아르헨티나, 브라질 일부 지역, 파라과이, 우루과이를 포함한 여러 남미 국가들이 44 °C (111 °F) 이상의 기록적인 폭염을 경험했으며, 아르헨티나가 가장 큰 영향을 받은 국가였다.[130]
- 2022년 2월 둘째 주 동안, 샌프란시스코, 새크라멘토, 로스앤젤레스, 샌디에이고를 포함한 캘리포니아의 여러 도시들이 24 °C (75 °F) 이상의 기록적인 폭염을 경험했으며, 팜스프링스가 가장 큰 영향을 받은 도시였다.
- 2022년 3월 말부터 인도는 기록상 가장 더운 3월-4월 기간 중 하나를 경험하기 시작했다.[131]
- 5월 한 달 내내 미국에 큰 폭염이 닥쳤다. 5월 14일 시카고의 한 노인 건물에서 에어컨이 켜지지 않아 3명의 주민이 폭염으로 사망했다. 5월 19일 멤피스에서는 기온이 기록적인 33 °C (91 °F)에 육박하는 가운데 유아가 차 안에 방치되어 사망했다. 5월 21일, 강렬한 폭염이 중부 대서양 지역으로 휩쓸고 들어와 기록적인 더운 프리크니스 스테이크스를 야기했으며, 볼티모어와 필라델피아는 35 °C (95 °F)를 기록했고, 워싱턴 D.C.는 33 °C (92 °F), 뉴욕시는 32 °C (90 °F)를 기록했다.
- 2022년 6월 중순, 기록적인 폭염이 미국 절반에 영향을 미쳤다. 6월 13일 캘리포니아에서 텍사스까지 기록적인 고온이 기록되었다. 6월 14일, 위험한 폭염이 중서부, 남부, 평원으로 확산되었다. 6월 15일, 세인트루이스는 기록적인 38 °C (101 °F)를 기록했다.
- 2022년 6월 말, 일본은 150년 만에 최악의 폭염을 겪었다.[132]
- 2022년 유럽 폭염은 서유럽과 영국 대부분에 영향을 미쳤다. 스페인 기온은 45.7 °C (114.3 °F)에 도달했다.[133] 가장 높은 기온은 7월 14일 포르투갈 피냐오에서 47.0 °C (116.6 °F)로 기록되었다.[134] 영국은 국가에서 처음으로 적색 폭염 경보가 발령되어 7월 15일 국가 비상사태로 선포되었다.[135] 영국 기상청의 보고서에 따르면 7월 19일 코닝스비에서 기온이 40.3 °C (104.5 °F)에 도달했을 수 있으며, 이는 영국이 40 °C (104 °F)를 초과한 첫 번째 사례이다.[136] 아일랜드도 1887년 이후 가장 더운 날을 기록했으며, 더블린에서는 33.1°C(92°F)를 초과했다.[137] 국가의 다른 지역에서도 35°C(95°F)를 넘는 미확인 기온이 기록되었다.
- 중국은 2022년에 여러 폭염을 겪었다.[138]

### 2023
- 2023년 4월 중순, 폭염이 남아시아, 인도차이나, 중국 일부 지역의 여러 국가에서 발생했다. "아시아 역사상 최악의 4월 폭염"으로 묘사된 이 폭염으로 인해 이 지역의 여러 도시에서 기록적인 기온이 보고되었다. 라오스 루앙프라방에서는 기온이 42.7 °C (108.9 °F)에 도달하여 라오스 기록 역사상 최고치를 기록했으며, 인접한 태국은 기록적인 44.6 °C (112.3 °F)를 기록했다. 인도 마하라슈트라주에서는 최소 13명이 일사병으로 사망했다.[141] 5월에는 베트남이 역대 최고 기온인 44.1 °C (111.4 °F)를 기록했다.[142]
- 폭염이 2023년 5월 태평양 북서부 지역에 영향을 미쳤다.[143][144]
- 2023년 7월 10일부터 기록적인 폭염이 많은 유럽 국가에 영향을 미쳤으며, 그리스, 이탈리아, 스페인 및 동남유럽 일부 지역에서 가장 심각한 영향을 받았다. 이 극심한 기상 현상은 이탈리아 기상학회에 의해 그리스 신화의 하데스의 사냥개의 이름을 따서 "케르베로스"라고 이름 붙여졌다.[145] 2023년 7월 셋째 주에 발생한 새로운 폭염은 이후 카론이라고 불렸다.[146] 그리스 신화에서 카론 또는 카론 (/ˈkɛərɒn, -ən/; 고대 그리스어: Χάρων)은 심령술사이자 하데스, 그리스 지하 세계의 뱃사공이다.[147]
- 2023년 9월 유럽 폭염: 9월 초부터 서유럽 대부분 지역은 계절에 맞지 않게 높은 기온을 경험했다. 영국은 7일 연속 30.2 °C (86.4 °F)를 넘는 기온을 기록하여 이전 9월 최장 기록인 4일을 넘어섰다. 기온은 켄트주 패버셤에서 33.5 °C (92.3 °F)로 최고조에 달했다. 프랑스도 파리가 9월 역대 최고 기록인 36.5 °C (97.7 °F)를 기록하는 등 계절에 맞지 않게 높은 기온을 보였다. 아일랜드는 2021년 9월에 이어 기록상 두 번째로 따뜻한 9월을 경험했다. 아일랜드 남부 일부 지역에서는 기온이 20대 후반까지 올랐고, 미들랜드 지역 일부 지역에서는 30대 초반 기온이 기록되었다.

### 2024

인간이 초래한 기후 변화는 2024년 중동(서아시아) 폭염의 발생 확률을 약 5배 증가시켰다(중앙 차트와 왼쪽 차트 비교).

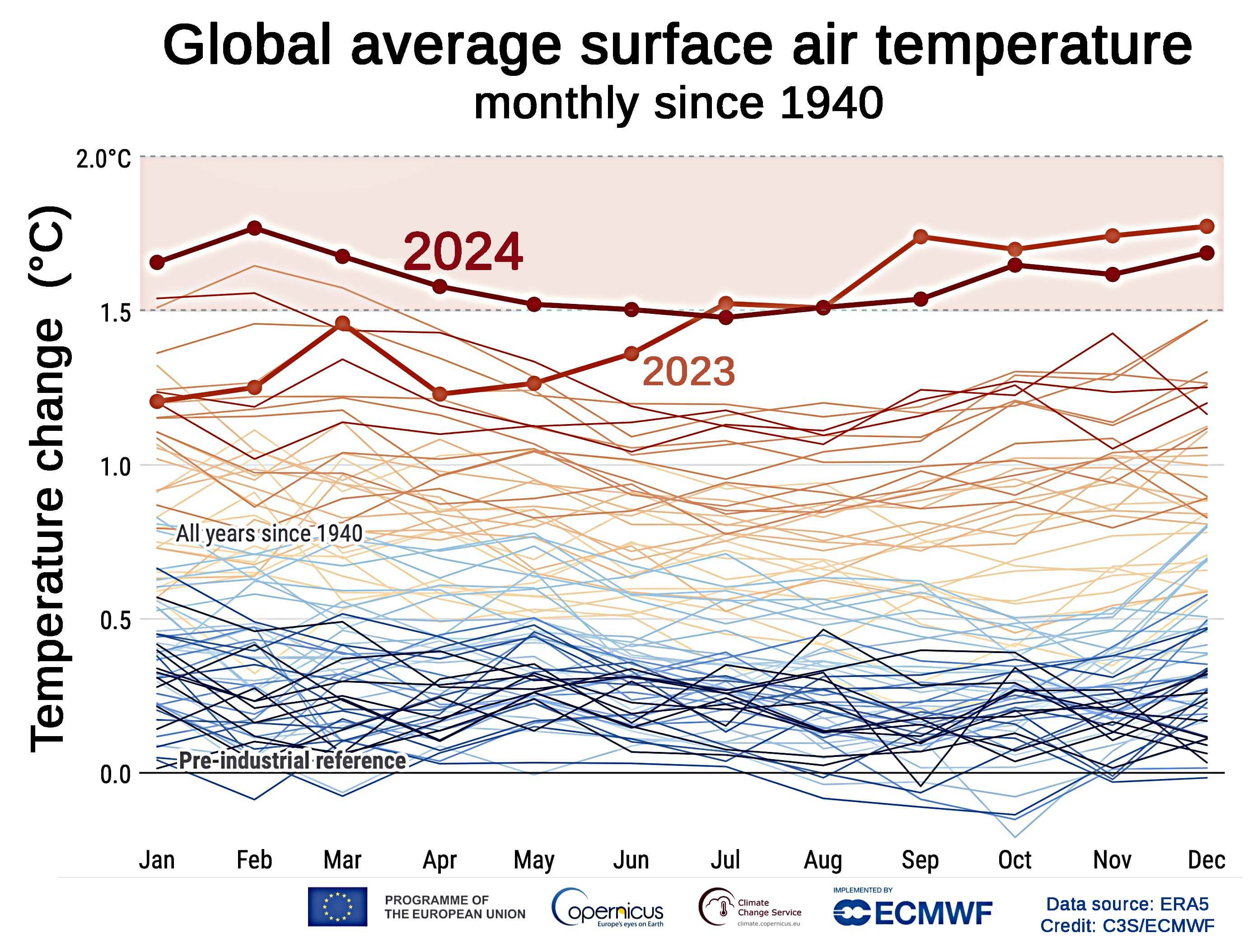
2024년 지구는 2023년을 평균적으로 능가하며 기록상 가장 높은 연간 평균 지표면 기온을 기록했다.

- 2024년 3월부터 심각한 폭염이 멕시코, 미국 남부, 중앙아메리카에 영향을 미쳐 수십 개의 기온 기록이 깨지고,[150] 여러 위협종 동물의 대량 사망, 물 부족으로 인한 배급제 실시,[151] 산불 증가, 멕시코에서 48명 이상 사망, 950명 이상이 열 관련 질병에 시달리고 있다.[152]
- 2024년 4월부터 동남아시아는 심각한 폭염에 직면했으며, 최고 38.8 °C (101.8 °F)에 이르는 전례 없는 높은 기온으로 인해 학교가 휴교되고 지역 전역에 긴급 건강 경보가 발령되었다.[153][154][155]
- 2024년 인도 폭염 - 2024년 5월부터 인도와 파키스탄에서 가장 긴 폭염이 발생했으며, 인도 수도 뉴델리는 49 °C (120 °F)의 새로운 기록 기온을 기록했고 (5월 29일 뉴델리에서 처음에 53 °C (127 °F)의 더 높은 기록이 보고되었으나 나중에 센서 오작동으로 인한 것으로 밝혀졌다), 파키스탄 기온은 최고 52.2 °C (126.0 °F)에 달했다.[156][157][158]
- 2024년 유럽 폭염 - 2024년 6월 중순부터 그리스는 폭염을 겪고 있으며, 올해 유럽의 첫 폭염이다. 그리스의 기온은 43 °C (109 °F)에 달할 것으로 예보되었다.[159] 튀르키예도 44 °C (111 °F)에 달하는 기온으로 영향을 받았다.
- 6월 중순, 메카의 고온은 폭염으로 특징 지어졌으며, 하즈 순례를 위해 도시에 있던 순례자들의 사망으로 이어졌는데, 인도네시아, 요르단, 튀니지, 인도 등 여러 국가 출신이었다.[160][161][162] 1300명에 달하는 사람들이 사망했을 수 있다고 보고되었다.[163] 사우디 당국은 사망자 대부분이 공식적으로 하즈 순례가 허가되지 않은 사람들이었다고 밝혔다.[164] 2024년 6월 19일에는 기온이 최고 113 °F (45 °C)에 달할 것으로 예측되었다.[162] 폭염은 쿠웨이트에도 영향을 미쳐 수요 증가로 인해 쿠웨이트 전기수자원부 관계자들이 국가 일부 지역에 대한 전력 공급을 일시적으로 중단해야 했다.[165]
- 2024년 파키스탄 폭염 - 2024년 6월, 파키스탄은 폭염을 겪었다.[166] 카라치의 에디 재단은 6월 20일부터 25일 사이에 평년보다 더 많은 시신을 영안실로 이송했다고 밝혔다.[167]
- 2024년 하계 올림픽 기간 동안 개최 도시 파리와 남프랑스 및 잉글랜드 일부 지역은 폭염을 겪었다.[168][169]
- 2024년 일본 폭염 - 2024년 7월 일본에서 최소 59명의 열 관련 사망자가 기록되었으며, 일본 전역의 62개 기온 관측소에서 기온 기록이 깨졌다. 일본 기상청 (JMA)에 따르면, 폭염 기간 동안 기록된 평균 기온은 1898년 기록 시작 이래 일본의 4월과 7월 중 가장 더웠다.[170][171]

### 2025
- 2025년 1월, 호주 대부분 지역에 폭염이 강타했다.[172] 멜버른의 기온은 섭씨 41도에 달했으며, 빅토리아주 대부분 지역에 산불 금지령이 내려졌다.[173] 웨스턴오스트레일리아주 닝갈루 리프와 브룸 사이의 해안에서 물고기들이 죽는 것이 관찰되었다.[174]
- 2025년 5월, 미국 대부분 지역과 캐나다 일부 지역에 폭염이 발생했다. 2025년 5월 11일 인터네셔널폴스에서 5월 최고 기록인 96 °F (36 °C)가 기록되었다.[175] 특히 텍사스에서 기록적인 기온이 발생했으며, 2025년 5월 13일 델리오는 109 °F (43 °C)의 기록적인 최고 기온을 기록했고, 2025년 5월 14일 샌안토니오는 102 °F (39 °C)를 기록했다.[176]
- 유럽의 2025년 폭염은 기온 기록을 깼을 뿐만 아니라 수십 년 만에 볼 수 없었던 방식으로 일상생활을 방해했다. (정전부터 도로 폐쇄까지) 프랑스는 이미 지난 폭염으로 어려움을 겪고 있었는데, 2003년 이래 가장 더운 6월을 기록했다.

## 같이 보기
- 이름 붙여진 폭염 목록
- 한파 목록
- 인도 폭염 목록
- 해양 폭염 목록
- 극심한 기상 현상 목록